# Eudald Casadesús i Barceló
Eudald Casadesús i Barceló (Ripoll, 19 de juliol de 1953) és un polític català, alcalde de Ripoll i diputat al Parlament de Catalunya de la IV a la IX Legislatures.

## Biografia
És llicenciat en ciències químiques per la Universitat Autònoma de Barcelona i ha treballat com a professor, cap d'estudis i vicesecretari de l'Institut de Batxillerat Abat Òliba de Ripoll.
Afiliat a Convergència Democràtica de Catalunya, a les eleccions municipals de 1983 fou elegit regidor de l'ajuntament de Ripoll, i a les eleccions de 1995 fou elegit alcalde de Ripoll, càrrec que va revalidar a les eleccions municipals de 1999. De 1987 a 1995 ha estat president del consell comarcal del Ripollès.
Ha estat elegit diputat a les eleccions al Parlament de Catalunya de 1992, 1995, 1999, 2003, 2006 i 2010. El gener de 2011 va renunciar al seu escó quan fou nomenat delegat territorial del Govern de la Generalitat a Girona. En 1994 fou secretari de la Comissió d'Estudi sobre la Problemàtica del Cicle de l'Aigua a Catalunya i el 2006 president de la Mesa de la Comissió de Política Territorial del Parlament de Catalunya.
El 2007 era president de la Federació de Girona de Convergència Democràtica de Catalunya.